# Ахтарский (посёлок)
Ахтарский — посёлок в Приморско-Ахтарском районе Краснодарского края.
Административный центр Ахтарского сельского поселения.

## География

### Улицы
| - ул. 50 лет Октября, - ул. 60 лет Октября, - ул. Азовская, - ул. Белинского, - ул. Братьев Шелковниковых, - ул. Горького, - ул. Зелёная, - ул. Калинина, | - ул. Космонавтов, - ул. Ленина, - ул. Молодёжная, - ул. Новая, - ул. Островского, - ул. Садовая, - ул. Чехова, - ул. Школьная. |

## Население
| 2002  | 2010  | 2012  | 2013  | 2014  | 2015  |
| ----- | ----- | ----- | ----- | ----- | ----- |
| 4307  | ↘3330 | ↘3310 | ↘3294 | ↗3296 | ↗3305 |
| 2016  | 2017  | 2018  | 2019  | 2020  | 2021  |
| ↗3313 | ↗3320 | ↘3313 | ↘3308 | ↘3294 | ↘2248 |
| 2023  |       |       |       |       |       |
| ↘2236 |       |       |       |       |       |